# Thomas Harlan
Thomas Christoph Harlan (Berlino, 19 febbraio 1929 – 16 ottobre 2010) è stato uno sceneggiatore e regista tedesco.
Era figlio del regista e attore Veit Harlan e dell'attrice Hilde Körber.

## Filmografia

### Sceneggiatore
- Berlino-Tokyo: Operazione spionaggio (Verrat an Deutschland) (1955)
- Torre Bela (1975)
- Wundkanal (1984)
- Souvenance (1991)
- Thomas Harlan - Wandersplitter (2007) - concetto

### Regista
- Torre Bela (1975)
- Wundkanal (1984)
- Souvenance (1991)

### Produttore
- Unser Nazi (1984)